# サワノキ
サワノキ、マライサオ（SAWO、学名: Manilkara kauki）は、アカテツ科の植物の一種である。インドシナ半島（カンボジア、ミャンマー、タイおよびベトナム）からインドネシア、マレーシアおよびパプアニューギニア、オーストラリアの北クィーンズランドで自生する。木材業界ではサオの呼称での流通が見られるが、1942年に刊行された書籍では「サオ材」の名でサワノキとは全くの別種であるフタバガキ科の Hopea odorata（通称: タキアン、タイ語: ตะเคียน takhian）への言及がなされている。
果実はオレンジ色で長さ2.5-3.5センチメートル、表皮が滑らかで多汁、甘酸っぱく美味、香気は少なく、種子が1-6個ある。柿のような味で現地で伝統的に親しまれ、島から島へ採取するため旅をすることもある。
木材としては赤い材で木理が美しく比重は1.03、非常に堅く耐久性も高い。建材や家具、彫刻、食器などに利用される。
森林再生目的のため、同じアカテツ科のサポジラの矮生台木に利用される。
葉は除草剤の材料になる。

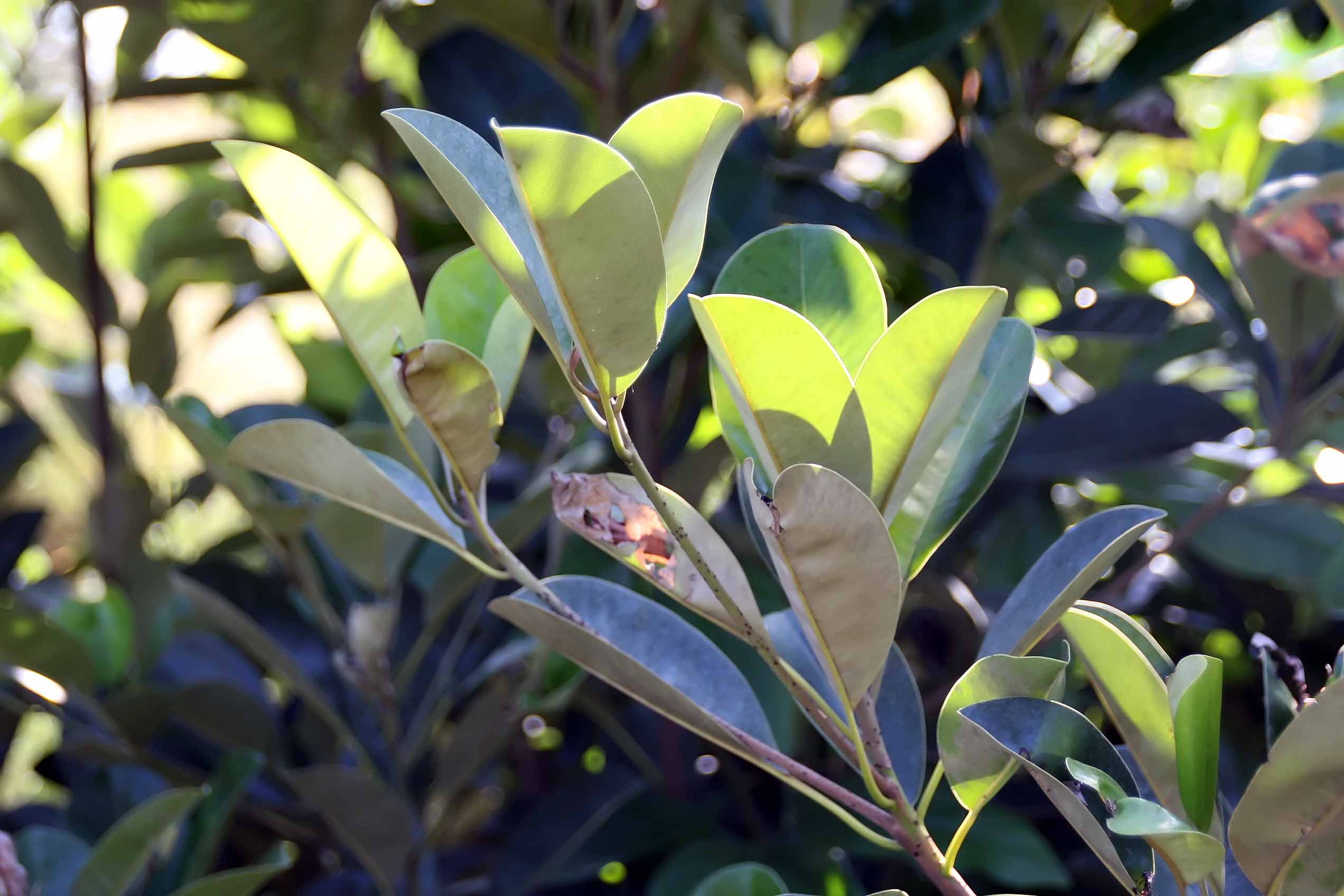
葉。マイアミのフェアチャイルド熱帯植物園（英語版）にて。